# Waldaist
Waldaist är ett vattendrag i Österrike.   Det ligger i förbundslandet Oberösterreich, i den nordöstra delen av landet, 130 km väster om huvudstaden Wien.
Omgivningarna runt Waldaist är en mosaik av jordbruksmark och naturlig växtlighet. Runt Waldaist är det ganska tätbefolkat, med 108 invånare per kvadratkilometer.